# Louis-Philippe de Rigaud de Vaudreuil
Louis-Philippe de Rigaud de Vaudreuil (Québec, 22 settembre 1691 – Rochefort o Tours, 27 dicembre 1763) è stato un generale francese.
Figlio di Philippe de Rigaud de Vaudreuil e di Louise-Élisabeth de Joybert de Soulanges et de Marson, prestò servizio molto presto in Canada, di cui suo padre era Governatore generale, e non venne in Francia che quando il padre morì (1725). Salì a uno a uno i gradini della gerarchia nella Marina reale fino al 1738, anno in cui ottenne il brevetto di capitano di vascello. Durante la guerra di successione austriaca affrontò gli inglesi per due volte. Una prima volta nel 1744 al largo del Capo Sicié e nell'ottobre 1747, nella seconda battaglia di Capo Finisterre, nel corso della quale portò soccorso al suo ammiraglio, assalito da tutti i lati. Fu nominato in ricompensa comandante di squadra, poi luogotenente generale della Marina e infine, coperto di onori, comandante della Marina a Rochefort.

## Biografia

### Origini e giovinezza
Discendente di due famiglie stabilitesi nella Nuova Francia, il padre ne fu Governatore generale dal 1703 alla morte, avvenuta nel 1725. Il nonno materno, Pierre de Joybert de Soulanges et de Marson, fu governatore dell'Acadia dal 1677 al 1678.

### Carriera nella marina reale
Entrato in servizio ancora bambino con l'aspettativa di diventare insegna nelle truppe del Canada l'8 maggio 8 mai 1695, Louis-Philippe de Rigaud de Vaudreuil ricevette, il 20 maggio 1698, un brevetto di insegna e di guardiamarina, poi fu promosso tenente il 15 giugno 1705. Nel 1707, s'imbarcò sul Le Héros e partecipò al combattimento ingaggiato da questo al largo delle Azzorre. Nominato capitano il 5 maggio 1710, fece la campagna su L'Africain e fu inviato a corte da suo padre, l'anno seguente, per annunciare la rotta della squadra inglese dell'ammiraglio Hovenden Walker, che avrebbe dovuto impadronirsi della città di Québec. In questa occasione fu presentato al re Luigi XIV e al Ministro della Marina Pontchartrain, che il 5 luglio 1711 gli assegnò un brevetto di "insegna di vascello". Promosso al grado di tenente di vascello il 28 giugno 1713, prestò servizio successivamente a bordo del François (1716), de L'Éléphant (1718), del Chameau (1720 e 1723), e del Dromadaire (1722 e 1725), effettuando missioni di trasporto tra Francia e Canada. Nel frattempo, il 23 dicembre 1721 fu insignito del titolo di Cavaliere dell'Ordine di San Luigi.
Nel 1727 prestò servizio su L'Ardent nel Mediterraneo, poi, nel 1729, tornò al comando de L'Éléphant. Questo vascello, che trasportava a Québec il nuovo commissario Hocquart, il vescovo coadiutore Mons. Dosquet e due suoi fratelli, Pierre e François-Pierre, s'infranse su uno scoglio nei pressi di cap Brûlé, a circa 30 miglia dalla destinazione il 1º settembre 1729. I passeggeri e i membri dell'equipaggio si salvarono e Vaudreuil fu assolto dal consiglio di guerra tenutosi il 7 marzo 1730 a Rochefort, in Francia, sotto la presidenza del comandante della Marina di quel porto. In quello stesso anno prestò servizio come comandante in seconda a bordo del Rubis; nel 1731 partecipò alla campagna delle Antille sul François e tra il 1734 e il 1735 comandò la Charente, in partenza per l'île Royale. Promosso capitano di vascello il 1º aprile 1738, prese il comando del Jason l'anno seguente e trasportò a Louisbourg, nella Nuova Scozia, Isaac-Louis de Forant e François Bigot, rispettivamente Governatore e Commissario di questo insediamento.

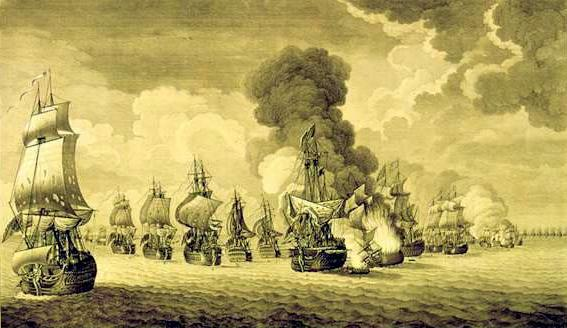
Incisione raopresentante la battaglia di cap Sicié (1744), detta anche «battaglia di Tolone» da Inglesi e Spagnoli.

Dopo aver ricevuto il comando de La Victoire nel 1741, assunse nel 1744 quello de L'Aquilon, poi quello de L'Heureux nel Mediterraneo e partecipò alla battaglia del Capo Sicié, al largo di Tolone, combattuta tra la squadra francese di Claude-Élisée de Court de La Bruyère e quella inglese dell'ammiraglio Thomas Mathews. Poi assicurò le scorte ai convogli fra Tolone e l'isola di Malta.
Fu nel 1747 che si distinse particolarmente al comando dell'Intrepido, facente parte della squadra di otto vascelli al comando del marchese de l'Estenduère e incaricata di proteggere un enorme convoglio di 252 navi mercantili tra la Francia e le Antille.

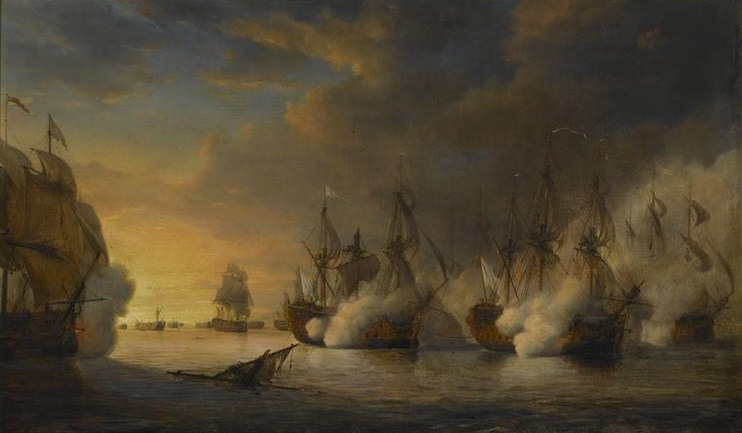
Il Tonnant soccorso dall'Intrépide nella battaglia del capo Finisterre (ottobre 1747). Dipinto di Pierre-Julien Gilbert.

Il 25 ottobre, a nord-ovest del capo Finisterre, questa formazione fu attaccata dai 14 vascelli dell'ammiraglio inglese Edward Hawke. Subito presa fra due fuochi grazie a un'abile manovra del nemico, la squadra francese si difese con la più feroce determinazione e il combattimento fu di estrema violenza. Vaudreuil, dopo aver brillantemente aiutato il suo capo, che era a bordo del Tonnant, salvò il suo vascello da una perdita certa strappandolo a viva forza all'attacco di tre vascelli nemici e rimorchiandolo fino a Brest. Grazie a quest'energica difesa il convoglio poté fuggire e i vascelli inglesi, disorientati, non furono più in grado di perseguirlo.
Luigi XV, per perpetuare il ricordo del suo coraggio, fece dipingere un quadro rappresentante l'Intrépide che lotta contro la flotta inglese, quadro di cui fece dono a Vaudreuil, e del quale si vede una copia al museo di Versailles. La sua brillante condotta valse a Vaudreuil una promozione a comandante di squadra navale il 1º aprile 1748. Cinque anni più tardi, il 25 agosto 1753, fu nominato Tenente generale, grado molto elevato per l'epoca, appena sotto quello di vice-ammiraglio. Egli terminò la sua carriera come comandante della marina a Rochefort. Morì a Rochefort o a Tours il 27 dicembre 1763, all'età di 72 anni.

## Riconoscimenti
Vaudreuil fu promosso Commendatore dell'Ordine Militare di San Luigi il 1º luglio 1754 e Gran Croce del medesimo Ordine il 14 novembre 1756.

## Matrimonio e discendenza
Vaudreuil sposò il 22 dicembre 1723, Elisabetta-Caterina Le Moyne, figlia di Joseph Le Moyne de Sérigny, governatore del porto di Rochefort, e di Marie-Élisabeth Héron. Da questa unione nacquero due figli, che prestarono entrambi servizio in Marina, e una figlia. I due maschi giunsero, come lui, al grado di luogotenente generale e si distinsero durante la guerra d'indipendenza americana.
- Louis-Philippe de Rigaud de Vaudreuil (1724-1802)
- Louise Élisabeth Charlotte de Rigaud de Vaudreuil (1725-1806)
- Jean-Louis de Rigaud de Vaudreuil (1728-1810)